# Bloque de identidad nacional en Europa
El Bloque de Identidad Nacional en Europa (rumano: Blocul Identităţii Naţionale în Europa), abreviado como BINE, es una alianza electoral nacionalista de Rumania fundada el 2 de abril de 2017, la cual está formada por tres partidos políticos: el Partido Rumanía Unida, el Partido de la Gran Rumanía y Nueva Derecha.